# Chrysophora chrysochlora
Chrysophora chrysochlora is een keversoort uit de familie bladsprietkevers (Scarabaeidae). De wetenschappelijke naam van de soort is voor het eerst geldig gepubliceerd in 1811 door Latreille.